# Limingen
Limingen (sydsamisk: Lyjmede) er Norges 8. største sø, og ligger i Røyrvik og Lierne kommuner i Trøndelag fylke. Søen ligger 418 moh. og har et areal på 93 km². På sit dybeste er den 192 m dyb, i gennemsnit 87 m.
Den er tilholdssted for fjeldørred og ørred, og siden 1970'erne har der også været elritse.
Søen er reguleret; Røyrvikelvena i nordenden kommer fra Vektaren og er stort set opdæmmet. Vandet ledes i stedet gennem tunnel til Røyrvikfoss kraftværk, i byen Røyrvik. I sydenden, ved landsbyen Limingen i Lierne, ledes vandet ud i tunnel til Tunnsjøen via Tunnsjø kraftverk, samt til Linvasselv kraftværk på svensk side. Der er op til 10 meter variation i vandstand i søen.

## Eksterne kilder og henvisninger
1. ↑  Norges vassdrags- og energidirektorat NVE